# Східні Карпати (біосферний резерват)
Міжнародний біосферний резерват «Східні Карпати» — природоохоронна територія, розташована в Східних Карпатах. Складається з трьох національних парків і трьох ландшафтних (природних) парків у трьох країнах:
- Бещадський національний парк (пол. Bieszczadzki Park Narodowy) і два ландшафтних парки, які оточують його — Ландшафтний парк «Цісна-Ветліна» (пол. Ciśniańsko-Wetliński Park Krajobrazowy) і Ландшафтний парк «Долина Сяну» (Park Krajobrazowy Doliny Sanu) в Польщі
- Національний парк Полонини (пол. Národný park Poloniny) з прилеглими територіями в Словаччини
- Національний природний парк «Ужанський» і Регіональний ландшафтний парк «Надсянський» в Україні (відповідно в Закарпатській та Львівській областях)

Резерват (біосферний заповідник) є частиною програми ЮНЕСКО «Людина і біосфера». Він охоплює територію в 2 080,89 км ² (1 087,24 км ² — польська частина, 407,78 км ² — словацька і 585,87 км ² — українська). Спочатку був заснований як польсько-словацький транскордонний резерват (1992 р.). У 1998 році був розширений за рахунок українських парків, ставши першим у світі тристороннім біосферним заповідником.